# Mednarodni atomski čas
Mednarodni atomski čas ( oznaka TAI iz francoskega imena Temps Atomique International) je zelo natančen časovni standard, ki meri lastni čas na geoidu Zemlje. Določa se v Mednarodnem uradu za uteži in mere (Bureau international des Poid et Mesures ali BIPM) na osnovi atomskih ur , ki se nahajajo v različnih laboratorijih po Zemlji (preko 300 lokacij, ki pošiljajo odčitke atomskih cezijevih ur v središče). V BIPM (Sèvres, Francija) se izračuna srednji čas, ki predstavlja mednarodni atomski čas .  Tako je mednarodni atomski čas statistični način merjenja časa na osnovi velikega števila atomskih ur. V resnici je to zemeljski čas (TT) z osnovo v univerzalnem koordiniranem času (UTC), ki se uporablja v večini primerov. Mednarodni atomski čas je osnova za univerzalni koordinirani čas.
V letu 2007 je bil mednarodni atomski čas za 33 s pred univerzalnim koordiniranim časom. 31. decembra 2008 je bila dodana prestopna sekunda času UTC, tako je bil TAI samo še 34 s pred UTC (od 1. januarja 2009 dalje):
UTC – TAI = - 34 s 
Osnovna enota mednarodnega atomskega časa je sekunda iz SI sistema enot. Uporablja se enaka sekunda kot v koordiniranem univerzalnem času. Mednarodni atomski čas ni povezan z vrtenjem Zemlje, čeprav je bila prvotna definicija sekunde povezana z vrtenjem Zemlje.

## Razvoj
Prvotni način merjenja časa z določanjem vrtenja Zemlje okoli vrtilne osi ni več zadovoljiv, ker na ta način lahko določamo čas natančno samo do 1/1000 sekunde na dan. Atomski čas pa ima osnovo v nihanjih izsevane svetlobe med točno določenima energetskima nivojema v atomih cezija ali vodika. Ta nihanja se ne spreminjajo. Zemlja se na poti okoli Sonca upočasnjuje, zato je potrebno zaradi sinhronizacije dodajati prestopne sekunde. 
Določanje atomskega časa se je pričelo leta 1955 z uporabo prve cezijeve atomske ure v National Physical Laboratory v Združenem kraljestvu.
V letu 1961 je prišel v uporabo univerzalni koordinirani čas (UTC), ki pa je nezvezna oblika časovne lestvice, ki je v resnici v posameznih delih linearna transformacija atomskega časa. 
V letu 1967 so obnovili definicijo sekunde in jo povezali a cezijevimi atomskimi urami. Leta 1970 so spoznali, da atomske ure ne delajo vse enako zaradi gravitacijskega podaljšanja časa (ure so na različnih težnostnih potencialih). Atomski čas je tako bil tako odvisen od povprečne nadmorske višine atomskih ur. S pričetkom na Julijanski dan 2443144,5 (to je 1. januarja 1977  ob 00:00:00) so naredili popravek pri vseh sodelujočih urah. Od takrat dalje mednarodni atomski čas meri potek lastnega časa na srednji morski gladini (na geoidu). To pomeni, da je to bila realizacija zemeljskega časa.
V letu 1990 so opazili, da vse ure ne delujejo enako zaradi različnega sevanja črnega telesa, ki je odvisno od temperature okolice ure. V letu 1997 so morali zaradi tega spremeniti definicijo sekunde, ki je po novem zahtevala sevanje cezijevega atoma v mirovanju pri temperaturi absolutne ničle. Popravek so uvedli v letih od 1995 do 1998, kar je povzročilo, da se je atomski čas pospešil za 10-14,3.